# Sheron Menezzes
Sheron Mancilha Menezes (Porto Alegre, 26 de novembro de 1983) é uma atriz brasileira.

## Biografia
A atriz estreou na TV Globo na novela Esperança, em abril de 2002, com o aval do diretor Luiz Fernando Carvalho que se impressionou com seu teste e sugeriu ao autor, Benedito Ruy Barbosa,  a mudança da idade da personagem, Júlia, inicialmente mais velha, para que pudesse ser interpretada pela então novata.
Sheron então ganhou o papel da doce e altiva Júlia, filha bastarda do barão do café, marido falecido de Francisca mão de ferro, personagem de Lúcia Veríssimo, que vivia na fazenda como empregada da família. Júlia acaba casando-se com um forasteiro, Zangão, interpretado por Jackson Antunes. Júlia foi bem recebida pelo público e acabou rendendo para Sheron três prêmios pelo seu trabalho e um convite do diretor Luiz Antonio Pilar para atuar no teatro.
Em 21 de agosto de 2003, estreou no Teatro Glória como uma das protagonistas do drama Nunca Pensei Que Ia Ver Esse Dia, tradução de Iron, texto da autora escocesa Rona Munro, com a direção de Luiz Antonio Pilar e supervisão de Antônio Abujamra. Na peça Sheron interpretou Josie, uma executiva bem sucedida que busca junto a mãe, uma presidiária, interpretada por Iléa Ferraz,  as lembranças da infância apagadas de sua memória.
Atuou como apresentadora no seriado Fábulas Modernas, produção da RBS TV, afiliada da Rede Globo no Rio Grande do Sul, em oito episódios entre junho e agosto de 2003. O seriado foi uma releitura de fábulas conhecidas, com personagens reais, sob a direção de Gilberto Perin.
Ainda durante a temporada da peça, Sheron fez testes para a novela Celebridade, inicialmente estava cotada para viver "Jaqueline", papel que terminou foi escalado para a atriz Juliana Paes, porém, foi escolhida pelo autor Gilberto Braga para viver "Lara", a belíssima copeira da casa de "Maria Clara Diniz" (Malu Mader), que mantinha um caso amoroso com o vilão Marcos (Márcio Garcia).
Nos dos intervalos de gravações de Celebridade, Sheron fez uma participação no seriado Cidade dos Homens, também da TV Globo, interpretando "Quirina", uma jovem cafetina responsável por levar meninas para homens que controlavam um baile funk, no episódio "Sábado", dirigido pelo cineasta Fernando Meirelles. Ainda durante as gravações da novela Celebridade, Sheron estreou no cinema no filme O Homem que Copiava, de Jorge Furtado, onde fez uma participação como a "guria esperta", uma namorada do personagem de Lázaro Ramos.

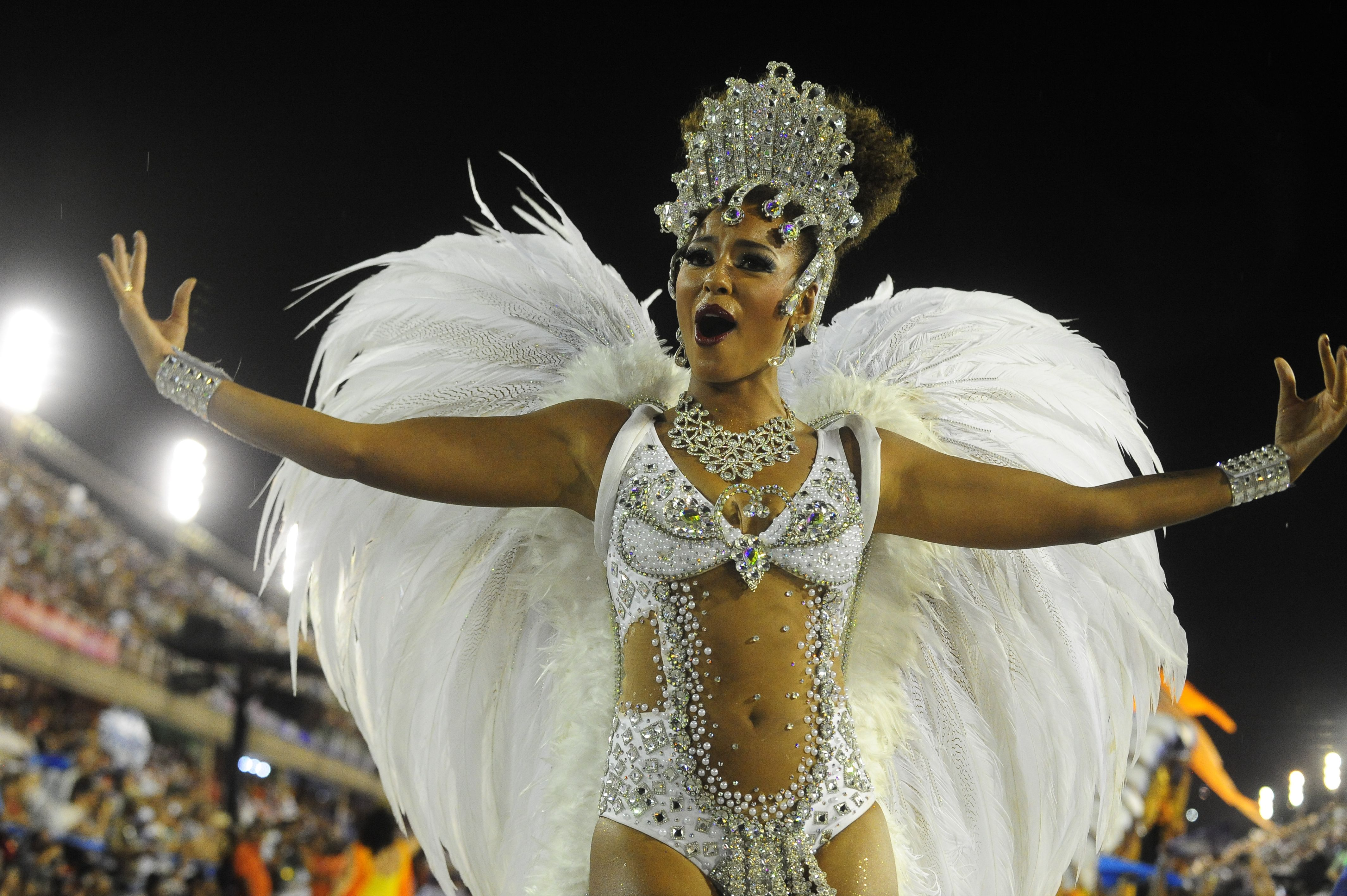
Menezzes desfilando pela Portela no ano de 2015.

Sheron participou ainda do curta metragem São João do Carneirinho, dirigido por Tarcísio Lara Puiati, que integrou o projeto Curta Criança da TVE/MinC, exibido na programação de dezembro de 2004 na TVE e Rede Brasil. No curta, Sheron viveu a noiva de casamento caipira, e Marcos Breda um bacamarteiro, personagens típicos de festas juninas, ao lado de atores mirins.
Sheron esteve no elenco da novela Como uma Onda (2004-2005) como "Rosário", namorada de Floriano, personagem de Cauã Reymond, que sonhava em se casar virgem. Em 2005, participou da novela Belíssima, onde interpretava a garçonete "Dagmar". Entre 2007 e 2008, Sheron viveu na novela Duas Caras a patricinha "Solange Couto Ferreira dos Santos Maciel", filha do líder comunitário Juvenal Antena (vivido por Antônio Fagundes). De início, pai e filha mantinham uma relação complicada, devido ao fato de Juvenal ter descoberto a existência da filha apenas após 20 anos. Porém, as diferenças iniciais deram lugar à alegria e ao carinho mútuo entre os dois.
Em 2009, a atriz viveu a personagem "Milena", na novela Caras & Bocas (2009-2010), obra de Walcyr Carrasco para a faixa das 19h. Em outubro de 2010, foi coroada rainha de bateria da Portela. Em novembro, anunciou o acréscimo de uma letra "z" em seu nome, passando a assinar Sheron Menezzes.
Em 2011, no papel de "Sarita", atuou na novela Aquele Beijo, de Miguel Falabella. Entre 2012 e 2013 interpretou "Berenice" em Lado a Lado, onde conquistou a primeira vilã da carreira. No mesmo ano estrelou o filme O Inventor de Sonhos, primeiro longa da carreira da atriz. Em 2013, interpretou "Keila", na novela das 19h Além do Horizonte.

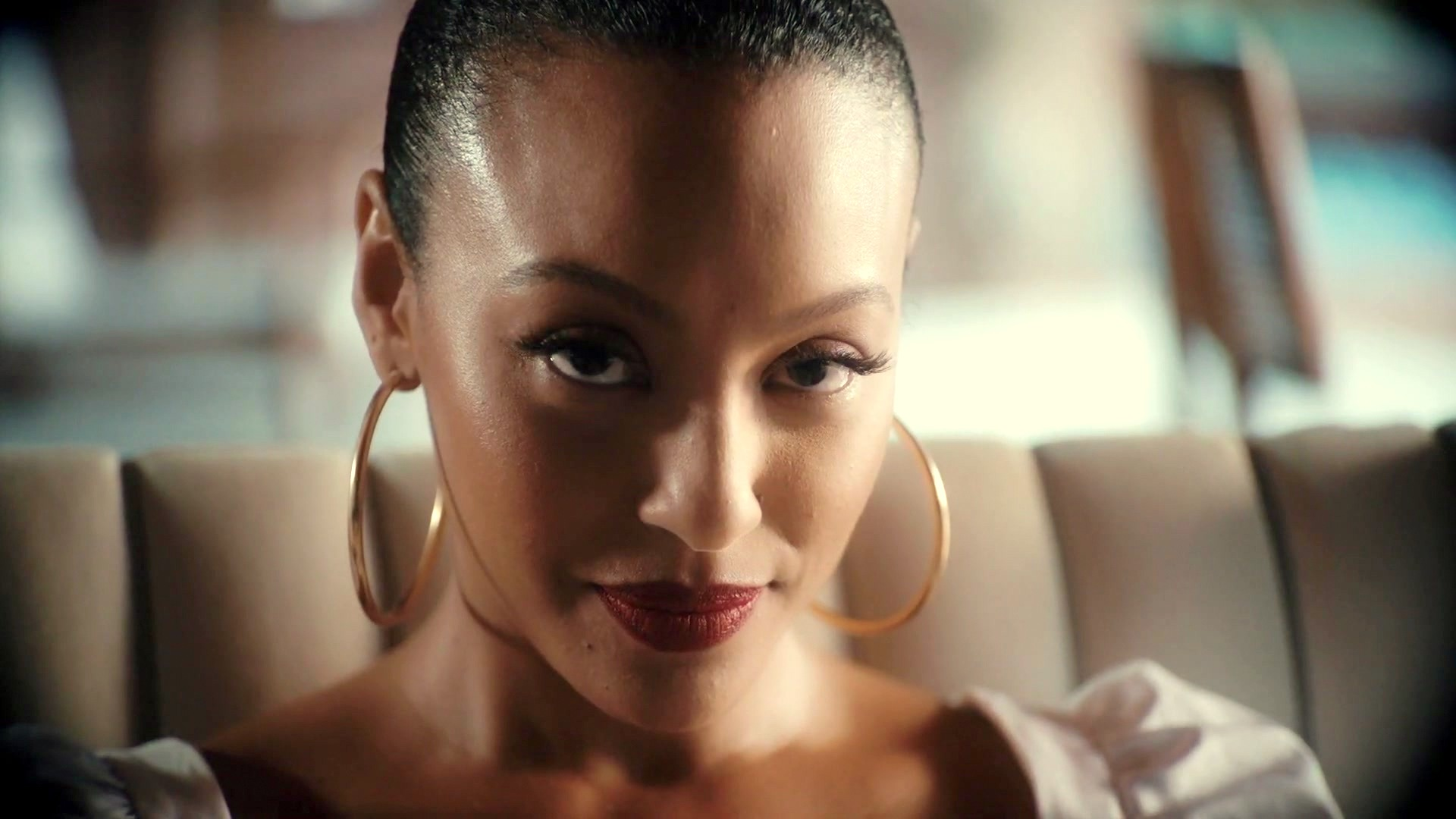
Menezzes em campanha publicitária (2020)

Em 2015, atuou na novela Babilônia, onde interpretou "Paula", uma mulher de origem humilde que havia se tornado uma advogada bem sucedida. Em 2016, a atriz foi uma das convidadas a participar do revezamento da tocha olímpica, nas Olimpíadas do Rio de Janeiro. No mesmo ano, estreou na faixa das 23h, atuando na novela de época Liberdade, Liberdade, onde interpretou a nobre "Bertoleza", uma ex-escravizada que se tornou uma dama da alta sociedade. Em 2017, participou da novela Novo Mundo, também de época, onde interpretou a extravagante "Diara", uma baronesa que a principio se mostra uma cômica e bem humorada, mas ao decorrer da trama se mostra uma mulher guerreira e resistente, quanto ao preconceito da época. Em 2019, integrou o elenco da novela Bom Sucesso, onde interpretou a vilã "Gisele", que era assistente de Nana (Fabiula Nascimento) na editora Prado Monteiro, e amante do marido da chefe, Diogo (Armando Babaioff).
Sheron, que faz parte de uma família de artistas, protagonizou em 2019 o curta-metragem A Namoradeira, atuando com o irmão Drayson Menezzes, com produção da irmã Sol Menezzes, roteiro pela mãe Veralinda Menezzes, e dirigido pelo cunhado Licínio Januário. O segundo projeto da família, o curta Minha Outra Boca, também roteirizado por Veralinda, e dirigido por Sol.

Em novembro de 2020, após optar por não renovar o contrato, deixou a TV Globo depois de mais de 18 anos no quadro de atores da emissora. Em seguida, a atriz foi confirmada no elenco da série nacional Maldivas, da Netflix, como uma das protagonistas ao lado de Bruna Marquezine, Manu Gavassi, Carol Castro e Natália Klein.

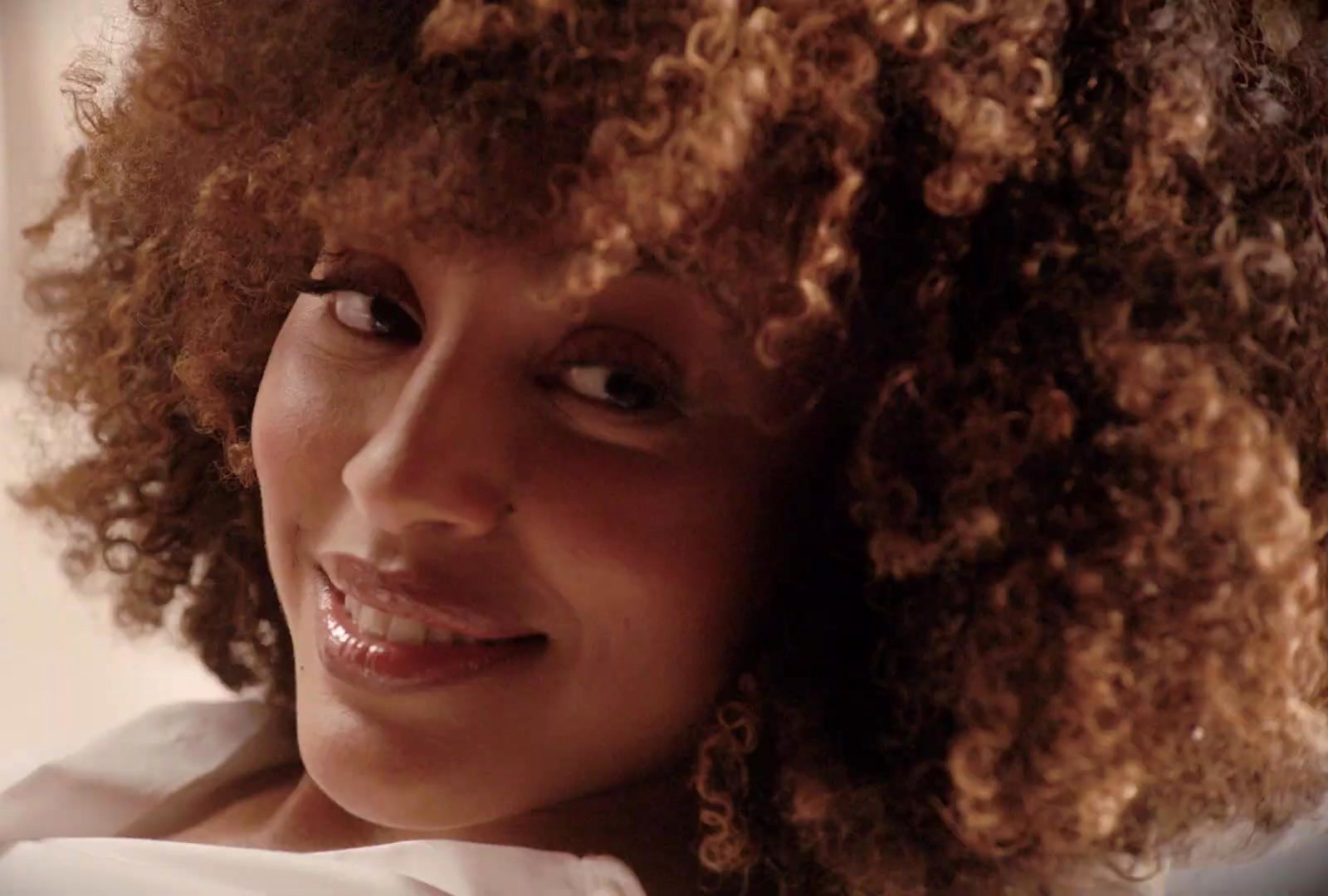
Menezzes em campanha publicitária (2020)

Após 20 anos de carreira na televisão, Sheron foi confirmada como protagonista de uma novela pela primeira vez ao conquistar o papel de "Sol" na novela Vai na Fé, na faixa de novelas das 19h da TV Globo, a trama escrita por Rosane Svatman aborda a a vida de Solange (Sol), uma evangélica de classe média, que sonha em seguir carreira como cantora de funk/pop. Sendo a segunda parceria da atriz com Svartman, que também trabalharam juntas em Bom Sucesso.
Também em 2023, foi apresentadora da cerimônia de entrega do Prêmio Sim à Igualdade Racial 2023, ao lado de Paulo Vieira e Lucy Alves.
A atriz possui ascendência afro-brasileira, indígena e portuguesa.

## Filmografia

### Televisão
| Ano  | Título                             | Personagem                                   | Notas                                                |
| ---- | ---------------------------------- | -------------------------------------------- | ---------------------------------------------------- |
| 2002 | Esperança                          | Júlia de Silve                               |                                                      |
| 2003 | Fábulas Modernas                   | Apresentadora                                |                                                      |
| 2003 | Cidade dos Homens                  | Quirina                                      | Episódio: "Sábado"                                   |
| 2003 | Celebridade                        | Iara Oliveira                                |                                                      |
| 2004 | Como uma Onda                      | Rosário Gonçalves                            |                                                      |
| 2005 | Juntos Somos Mais Fortes           | Clarice                                      |                                                      |
| 2005 | Belíssima                          | Dagmar de Sousa Rodrigues                    |                                                      |
| 2007 | Amazônia, de Galvez a Chico Mendes | Verônica                                     |                                                      |
| 2007 | A Diarista                         | Lucilene                                     | Episódio: "O Teu Cabelo Não Nega"                    |
| 2007 | Duas Caras                         | Solange Couto Ferreira                       |                                                      |
| 2008 | Casos e Acasos                     | Júlia / Rafaela Mendes                       | Episódio: "O Celular" Episódio: "A Câmera Escondida" |
| 2009 | Caras & Bocas                      | Milena Nunes Conti                           |                                                      |
| 2010 | Dança dos Famosos                  | Participante                                 | Temporada 7                                          |
| 2010 | Ti Ti Ti                           | Ela mesma                                    | Episódio: "31 de agosto"                             |
| 2011 | Aquele Beijo                       | Sarita de Souza                              |                                                      |
| 2012 | Lado a Lado                        | Berenice                                     |                                                      |
| 2013 | Além do Horizonte                  | Keila Machado de Lima                        |                                                      |
| 2015 | Babilônia                          | Paula Barbosa de Souza                       |                                                      |
| 2016 | Liberdade, Liberdade               | Bertoleza Raposo Viegas                      |                                                      |
| 2017 | Novo Mundo                         | Diara Matumba Schwarz, Baronesa de Paciência |                                                      |
| 2019 | Bom Sucesso                        | Gisele Cavalcante                            |                                                      |
| 2022 | Maldivas                           | Rayssa Velasquez                             |                                                      |
| 2022 | Self-Made Brasil                   | Apresentadora                                |                                                      |
| 2023 | Vai na Fé                          | Solange da Silva Carvalho (Sol)              |                                                      |
| 2023 | Tributo                            | Ela mesma                                    | Episódio: "Léa Garcia"                               |
| 2023 | Mulheres Fantásticas               | Narradora                                    | Episódio: "Glória Maria"                             |
| 2025 | Juntas e Separadas                 | [ 27 ]                                       |                                                      |

### Cinema
| Ano  | Título                     | Papel                 | Nota           |
| ---- | -------------------------- | --------------------- | -------------- |
| 2003 | O Homem que Copiava        | Guria esperta         |                |
| 2004 | São João do Carneirinho    | Noiva                 | Curta-metragem |
| 2009 | Pseudo                     | Marla                 | Curta-metragem |
| 2013 | O Inventor de Sonhos       | Iaínha                |                |
| 2019 | Bio - Construindo uma Vida | Habitante de Encelado |                |
| 2020 | A Namoradeira              | Naná                  | Curta-metragem |
| 2021 | Minha Outra Boca           | Intérprete (voz)      | Curta-metragem |
| 2023 | Carga Máxima               | Rainha                |                |

### Internet
| Ano  | Título               | Personagem | Nota                 |
| ---- | -------------------- | ---------- | -------------------- |
| 2020 | Alta Sociedade Baixa | Nannay     | Episódio: "Vizinhos" |

### Teatro
| Ano  | Título                           | Personagem |
| ---- | -------------------------------- | ---------- |
| 2003 | Nunca Pensei Que Ia Ver Esse Dia | Josie      |
| 2010 | Açaí e Dedos                     | Alice      |
| 2013 | Adão, Eva e mais uns Caras'      | Eva        |
| 2017 | Ivanov                           | Anna       |

### Videoclipe
| Ano  | Título               | Artista       |
| ---- | -------------------- | ------------- |
| 2011 | "Símbolo do Coração" | Ara Ketu      |
| 2020 | "Localizei"          | Ivete Sangalo |

### Dublagem
| Ano  | Título               | Papel          |
| ---- | -------------------- | -------------- |
| 2019 | Meu Nome é Liberdade | Aminata Diallo |

## Discografia
| Ano  | Canção                          | Álbum                              |
| ---- | ------------------------------- | ---------------------------------- |
| 2022 | "Incendiaria" (com Samuel Melo) | From the Netflix Series "Maldivas" |
| 2022 | "Cobra Coral" (com Samuel Melo) | From the Netflix Series "Maldivas" |

## Prêmios e Indicações
| Ano  | Prêmio                      | Categoria                                | Trabalho        | Resultado |
| ---- | --------------------------- | ---------------------------------------- | --------------- | --------- |
| 2002 | Prêmio Master               | Melhor Atriz Revelação                   | Esperança       | Venceu    |
| 2007 | Troféu Raça Negra           | Homenagem Especial                       | Duas Caras      | Venceu    |
| 2013 | Prêmio Contigo! de TV       | Melhor Atriz Coadjuvante                 | Lado a Lado     | Indicada  |
| 2022 | Prêmio Contigo! de TV       | Atriz Coadjuvante em novela ou série     | Maldivas        | Indicada  |
| 2023 | Prêmio iBest                | Influenciador Protagonista               | Vai na Fé       | Top 20    |
| 2023 | SEC Awards                  | Destaque em TV                           | Vai na Fé       | Indicada  |
| 2023 | BreakTudo Awards            | Melhor Atriz Nacional                    | Vai na Fé       | Indicada  |
| 2023 | Troféu AIB de Imprensa      | Melhor Atriz                             | Vai na Fé       | Indicada  |
| 2023 | Prêmio Noticiasdetv.com     | Melhor Atriz Protagonista                | Vai na Fé       | Indicada  |
| 2023 | Acervo Awards               | Atriz do Ano                             | Vai na Fé       | Indicada  |
| 2023 | Melhores do Ano NaTelinha   | Melhor Atriz                             | Vai na Fé       | Indicada  |
| 2023 | Prêmio ArteBlitz de Novela  | Melhor Atriz Protagonista (voto popular) | Vai na Fé       | Indicada  |
| 2023 | Prêmio ArteBlitz de Novela  | Melhor Atriz Protagonista (voto do júri) | Vai na Fé       | Venceu    |
| 2023 | Prêmio Potências!           | Atriz do Ano                             | Vai na Fé       | Indicada  |
| 2023 | Melhores do Ano             | Melhor Atriz de Novela                   | Vai na Fé       | Indicada  |
| 2023 | Troféu Raça Negra           | Melhor Atriz                             | Vai na Fé       | Venceu    |
| 2023 | Prêmio Área VIP             | Melhor Atriz                             | Vai na Fé       | Indicada  |
| 2023 | Melhores do Ano - Duh Secco | Atriz                                    | Vai na Fé       | Indicada  |
| 2024 | SEC Awards                  | Melhor Atriz em Novela                   | Vai na Fé       | Indicada  |
| 2024 | Prêmio iBest                | Protagonista Influenciador               | Vai na Fé       | Indicada  |
| 2024 | Prêmio iBest                | Influenciador Rio Grande do Sul          | Sheron Menezzes | Indicada  |